# Cryptocercus
Cryptocercus és un gènere d'insectes blatodeus (paneroles) de la família Cryptocercidae, de la qual aquest gènere és l'únic membre. Les espècies són conegudes com a paneroles de la fusta o paneroles de caperuça marró.
Des de 1996, estudis sobre l'ADN han portat a l'espècie nord-americana C. punctulatus a ser dividida en 5 espècies separades, establint el compte d'espècies conegudes al món en 7.
Cryptocercus és especialment notable per compartir nombroses característiques amb els tèrmits, i estudis filogenètics han demostrat que aquest gènere està més properament relacionat amb els tèrmits que amb altres paneroles.